# Новое Узеево
 Но́вое Узе́ево  (тат. Яңа Үзи) — село в Аксубаевском районе Татарстана. Административный центр Беловского сельского поселения.

## Этимология
Топоним произошёл от татарского слова «яңа» (новый) и ойконима на татарском языке «Үзи» (Узеево).

## Географическое положение
Село находится в Западном Закамье на реке Большая Сульча, на расстоянии 15 км к юго-востоку от районного центра, посёлка городского типа Аксубаево.

## Население
| 1859 | 1897 | 1908 | 1920 | 1926 | 1938 | 1949 | 1958 | 1970 | 1979 | 1989 | 2002 | 2010 | 2015 |
| ---- | ---- | ---- | ---- | ---- | ---- | ---- | ---- | ---- | ---- | ---- | ---- | ---- | ---- |
| 731  | 1501 | 1528 | 1953 | 989  | 1269 | 841  | 747  | 850  | 720  | 474  | 450  | 397  | 335  |

Национальный состав
Согласно результатам переписи 2002 года, в национальной структуре населения села татары составляли 99%.

### Комментарии
1. ↑  Расстояние измерено с помощью инструментария Яндекс.Карты